# Zaštitne postrojbe Ninivske ravnice
Zaštitne postrojbe Ninivske ravnice (sirjački:  ܚܕܝ̈ܘܬ ܣܬܪܐ ܕܫܛܚܐ ܕܢܝܢܘܐ‎ Ḥḏāywāṯ Setārā d-Šṭāḥā d-Nīnwē; arapski  وحدات حماية سهل نينوى‎ , eng. Nineveh Plain Protection Units, NPU, fra. Unités de protection de la plaine de Ninive), vojna organizacija stvorena pozne 2014. godine, u prosincu. Većina njenih tvoraca, premda ne isključivo, jesu Asirci, Sirjaci, Aramejci i Kaldejci u Iraku radi obrane sebe od Islamske države Iraka i Levanta. Borili su se u Iračkome građanskom ratu od 2014. do 2017. godine. Borbena djelovanja su im bila na području Ninivske ravnice u sjevernom Iraku. Ninivska ravnica je regija u Iraku gdje su tradicionalno bili koncentrirani Asirci. Borili su se u bitci za Mosul.
Dijelom su Asirskoga demokratskog pokreta. Vođa je Yonadam Kanna. Saveznici su im Iračke oružane snage.
Do prosinca 2014. u ovoj je borbenoj skupini bilo između 500 i tisuću ljudi na uvježbavanju, kojima su SAD pomagale uvježbavanje, a kojima je financijska potpora dolazila većinom od Asiraca iz SAD i Europe. Veljače 2015. bilo je nepotvrđenih izvješća da je skupina od 5000 asirskih muškaraca registrirana za uvježbavanje, 500 je već vježbalo za borbu i 500 dragovoljaca iz skupine stacioniranih u ugroženim gradovima.
Neko ih je vrijeme uvježbavao savjetnik za borbe Matthew VanDyke (Međunarodni sinovi slobode ).